# Wederkomst des Herenkerk
De Wederkomst des Herenkerk is een rooms-katholiek kerkgebouw aan de Marco Pololaan in de wijk Kanaleneiland in de Nederlandse stad Utrecht. De kerk is gewijd aan de Wederkomst des Heren. De kerk is in gebruik bij de Martinusparochie.

## Geschiedenis
Bij de bouw van de wijk Kanaleneiland in de jaren zestig, werden er drie katholieke kerken ingepland om het aantal katholieken in de nieuwe wijk voldoende te kunnen bedienen. Dit zou dan neerkomen op twee à drieduizend parochianen per kerk, wat een heel gangbare omvang was voor een parochie. De parochie van de Wederkomst des Heren werd opgericht in 1963. De bouw was voltooid in 1965 waarna de inwijding werd gedaan door kardinaal Alfrink, de toenmalige bisschop van Utrecht. Na de Christus Koningkerk in 1961 en de Sint-Isidoruskerk in 1964 was de Wederkomst des Herenkerk in 1965 de laatste van de drie nieuw te bouwen katholieke kerken. 
Door maatschappelijke veranderingen zoals ontkerkelijking en de verkleuring van de wijk werden drie kerkgebouwen te veel. Begin jaren tachtig begon een samenwerkingsverband dat leidde tot de sluiting van de Isidoruskerk in 1985 en de sluiting en de sloop van de Christus Koningkerk in 1988. Een gedeelte van het glas-in-betonraam uit de Christus Koning werd geplaatst in de Wederkomst. De drie parochies gingen verder onder de noemer Katholieke Kerkgemeenschap Kanaleneiland en maakten gebruik van de Wederkomst des Herenkerk. 
In 2010 fuseerde de kerk met vier andere Utrechtse kerken tot de Martinusparochie.
Historische kerkgebouwen:
Sint-Augustinuskerk · Buurkerk · Sint-Catharinakathedraal · Domkerk · Doopsgezinde kerk · Geertekerk · Jacobikerk · Jacobuskerk · Janskerk · Kerkenkruis · Lutherse Kerk · Mariakerk · Maria Minor · Nicolaïkerk · Pieterskerk · Sint-Gertrudiskathedraal · Sint-Martinuskerk · Sint-Salvatorkerk · Sint-Willibrordkerk · Westerkerk

Overige kerkgebouwen:
Adventkerk · Bethelkerk · Blijde Boodschapkerk · Gerardus Majellakerk · Heilig Hartkerk · Holy Trinity Church · H. Johannes de Doper en H. Bernarduskerk · Johanneskerk · Mattheüskerk · Nieuwe Kerk · Sint-Aloysiuskerk ·Sint-Antoniuskerk · Sint-Dominicuskerk · Sint-Gertrudiskerk · Sint-Jacobuskerk · Sint-Josephkerk · Sint-Rafaëlkerk · Stefanuskerk · Tuindorpkerk · Wederkomst des Herenkerk · Wilhelminakerk · Willem de Zwijgerkerk

Deels gesloopte kerken:
Oranjekerk

Gesloopte kerken:
Christus Koningkerk · Begijnekerk · Heilig Kruiskapel · Johannes de Doperkerk  · Julianakerk · Lucaskerk · Onze-Lieve-Vrouw-van-Goede-Raadkerk · 
Onze-Lieve-Vrouw-ten-Hemelopnemingkerk · Oosterkerk · Sint-Bernarduskerk · Sint-Dominicuskerk (Walsteegkerk) · Sint-Ludgeruskerk · Sint-Monicakerk · Sint-Nicolaaskerk · Sint-Pauluskerk · Sint-Salvatorkerk · Vaartkerk · Zuiderkerk

Voormalige kerken:
Emmaüskerk · Noorderkerk · Leeuwenbergkerk · Sint-Isidoruskerk

Lijst van kerken in Utrecht